# Pierre-Michel-François Chevalier
Pierre-Michel-François Chevalier, que firmaba con el seudónimo Pitre-Chevalier (Paimbœuf, 16 de noviembre de 1812-París, 15 de junio de 1863), fue un escritor, historiador y periodista francés.
Editor de Le Figaro y director de la revista Musée des familles, mantuvo una relación con altibajos con el  escritor francés Julio Verne.